# Bolzanofunktion

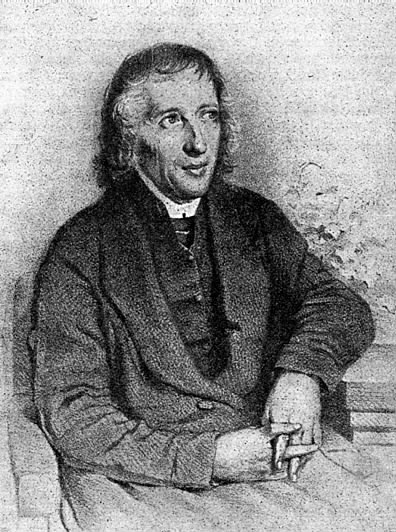
Bernard Bolzano

Die Bolzanofunktion ist historisch die erste Konstruktion einer Funktion, die zwar stetig, aber nirgends differenzierbar ist. Sie ist nach ihrem Entdecker Bernard Bolzano benannt, sie wurde von ihm um 1830 gefunden und in seinem Manuskript Functionenlehre präsentiert (das aber erst 1930 veröffentlicht wurde).
Bekannt wurde die Möglichkeit der Existenz stetiger, aber nirgends differenzierbarer Funktionen durch Karl Weierstraß (Vortrag vor der Berliner Akademie 1872), was damals auf viele schockierend wirkte. Weierstraß’ Beispielfunktion wurde durch Paul Du Bois-Reymond 1875 veröffentlicht. Auch Bernhard Riemann präsentierte eine solche 1861 in seinen Vorlesungen, und seitdem wurden viele weitere konstruiert.

## Definition
Die Bolzanofunktion ist als der Grenzwert einer Funktionenfolge definiert. Ferner kann man Definitionsbereich und Bildmenge als beliebige abgeschlossene Intervalle reeller Zahlen auswählen.
Sei also {\displaystyle [a,b]} der gewünschte Definitionsbereich und {\displaystyle [A,B]} die gewünschte Bildmenge.

Transformation eines linearen Stückes von (gestrichelt) zu einem Bestandteil von (durchgezogen)

{\displaystyle B_{1}} wird als lineare Funktion mit den Eckpunkten {\displaystyle B_{1}(a)=A}, {\displaystyle B_{1}(b)=B} definiert:
{\displaystyle B_{1}(x):=A+{\frac {B-A}{b-a}}(x-a)}
{\displaystyle B_{2}} wird als stückweise lineare Funktion auf vier Intervallen definiert, mit den folgenden fünf Eckpunkten:
1. {\displaystyle B_{2}(a)=A}
2. {\displaystyle B_{2}\left(a+{\frac {3}{8}}(b-a)\right)=A+{\frac {5}{8}}(B-A)}
3. {\displaystyle B_{2}\left({\frac {1}{2}}(a+b)\right)=A+{\frac {1}{2}}(B-A)}
4. {\displaystyle B_{2}\left(a+{\frac {7}{8}}(b-a)\right)=B+{\frac {1}{8}}(B-A)}
5. {\displaystyle B_{2}(b)=B}

{\displaystyle B_{3}} wird als lineare Funktion definiert, indem man jedes lineare Stück von {\displaystyle B_{2}} so transformiert, wie man {\displaystyle B_{1}} zu {\displaystyle B_{2}} transformiert hat, indem man neue Werte für {\displaystyle a}, {\displaystyle b}, {\displaystyle A} und {\displaystyle B} einsetzt, sodass {\displaystyle (a,A)} und {\displaystyle (b,B)} den Eckpunkten des linearen Stückes entsprechen.
{\displaystyle B_{k}} definiert man für ein beliebiges {\displaystyle k\in \mathbb {N} ,k\geq 2}, indem man jedes lineare Stück von {\displaystyle B_{k-1}} so transformiert, wie man {\displaystyle B_{1}} zu {\displaystyle B_{2}} transformiert hat, indem man neue Werte für {\displaystyle a}, {\displaystyle b}, {\displaystyle A} und {\displaystyle B} einsetzt, sodass {\displaystyle (a,A)} und {\displaystyle (b,B)} den Eckpunkten des linearen Stückes entsprechen.
Die Bolzanofunktion {\displaystyle B} ist der punktweise Grenzwert dieser Funktionenfolge: {\displaystyle B(x)=\lim _{k\to \infty }B_{k}(x)}.